# Liriomyza graminacea
Liriomyza graminacea este o specie de muște din genul Liriomyza, familia Agromyzidae, descrisă de Spencer în anul 1981. Conform Catalogue of Life specia Liriomyza graminacea nu are subspecii cunoscute.